# Macropsylla
Macropsylla är ett släkte av loppor. Macropsylla ingår i familjen Macropsyllidae.
Kladogram enligt Catalogue of Life:
| Macropsylla | \| \| Macropsylla hercules \| \| \| \| \| \| Macropsylla novaehollandiae \| \| \| \| |
|             | \| \| Macropsylla hercules \| \| \| \| \| \| Macropsylla novaehollandiae \| \| \| \| |
|             | Stephanopsylla                                                                       |
|             |                                                                                      |
|             | Macropsylla hercules                                                                 |
|             |                                                                                      |
|             | Macropsylla novaehollandiae                                                          |
|             |                                                                                      |

|  | Macropsylla hercules        |
|  |                             |
|  | Macropsylla novaehollandiae |
|  |                             |